# St. Hubertus (Kall)

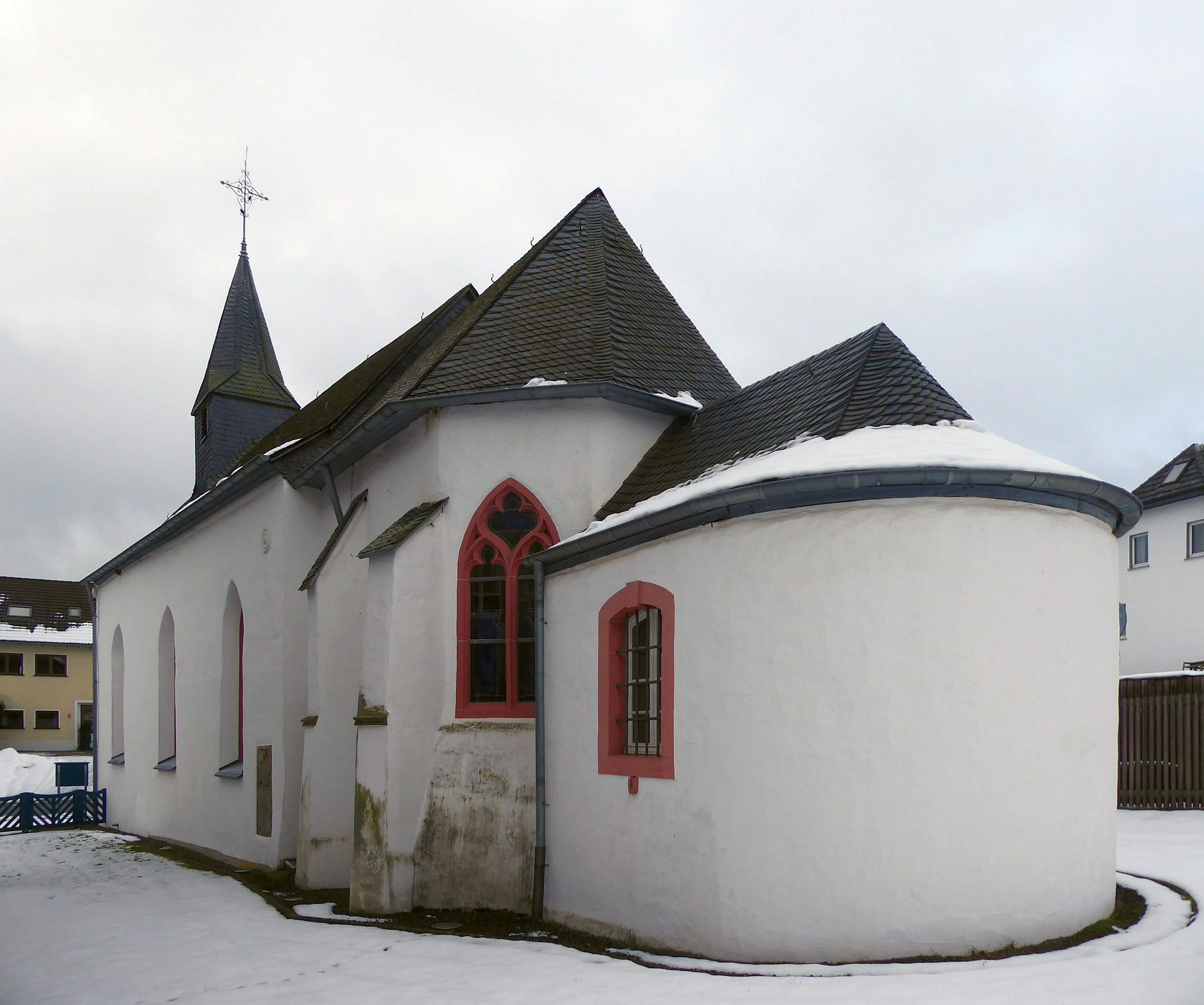
Kapelle St. Hubertus, Blick zum Chor

St. Hubertus (auch: Kapelle Heistert) ist eine römisch-katholische Kapelle in Heistert, einem Vorort von Kall im Kreis Euskirchen. Heistert darf nicht mit dem Ortsteil Steinfelderheistert, der ursprünglich auch nur Heistert hieß, verwechselt werden.

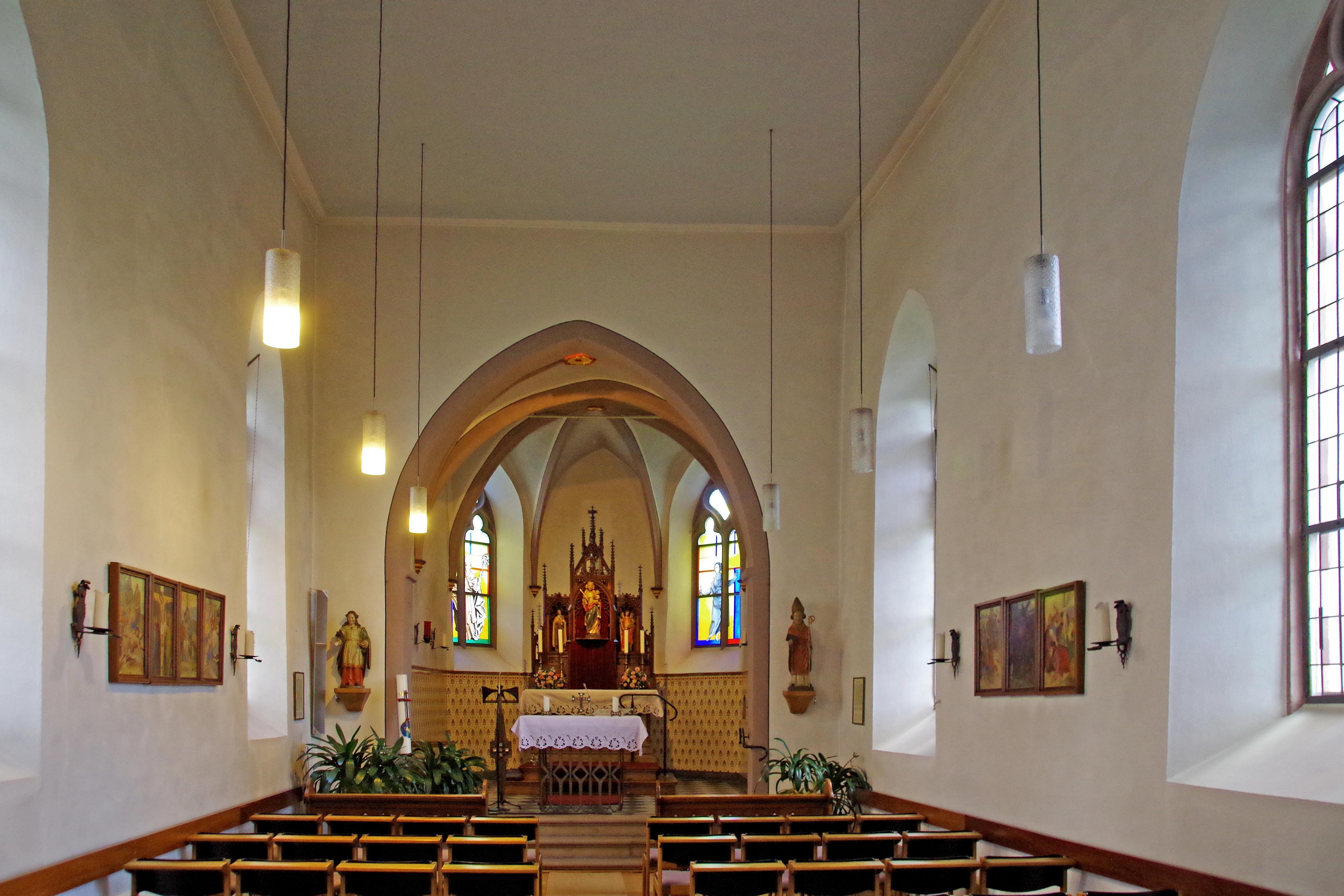
St. Hubertus, Innenraum

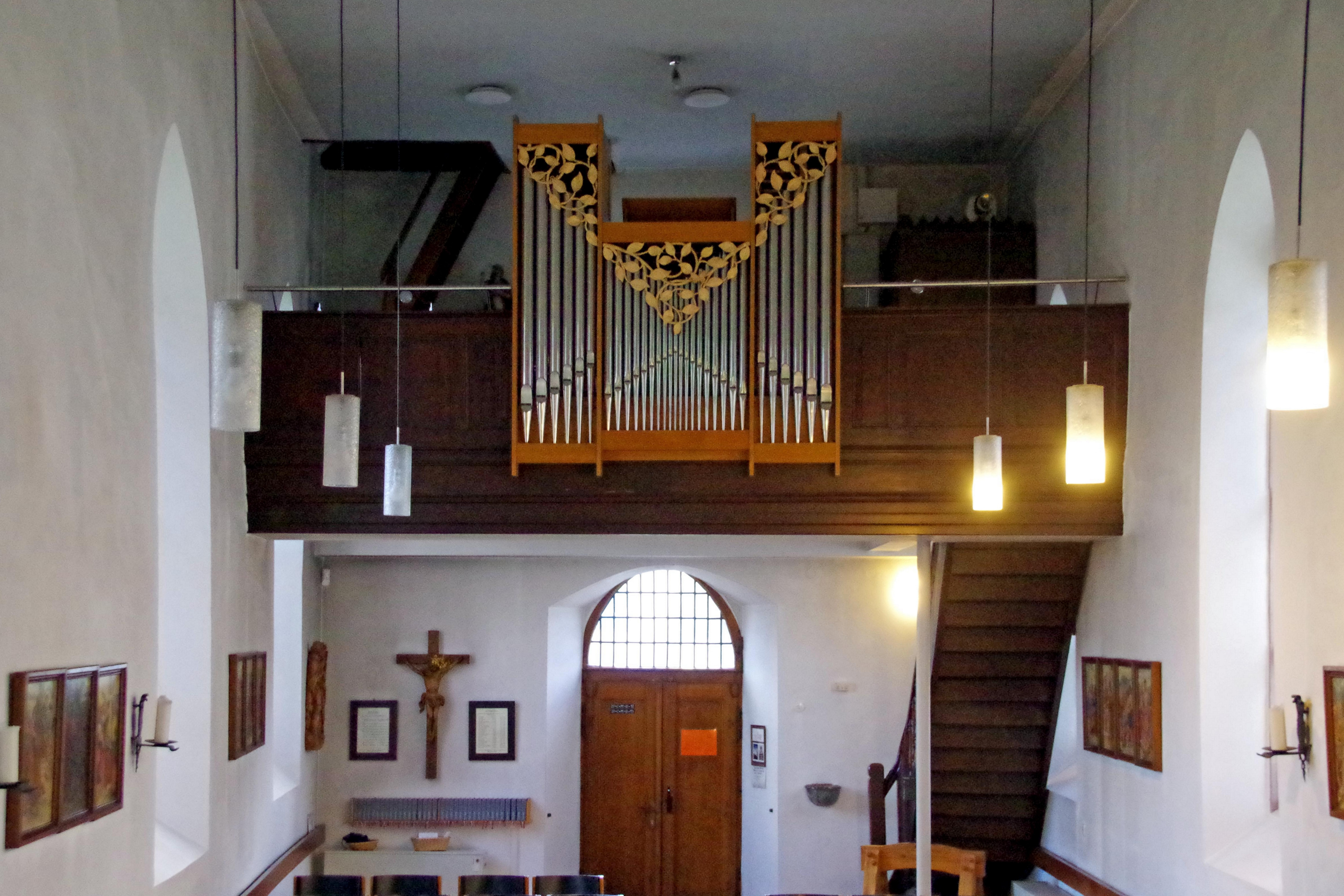
Empore mit Orgel von Hubert Fasen

Die Kapelle St. Hubertus gehört zur Pfarrei St. Nikolaus, die heute mit mehreren anderen Pfarreien die Gemeinschaft der Gemeinden Hl. Hermann-Josef Steinfeld im Bistum Aachen bildet.

## Geschichte
Der spätgotische, dreiseitig geschlossene und innen kreuzgewölbte Chor von St. Hubertus entstand zu Beginn des 16. Jahrhunderts. Das Gotteshaus gehörte zur Pfarrei Dottel. Für das Jahr 1550 ist belegt, dass der Pfarrer aus Dottel einmal wöchentlich eine Messe halten musste.

In den Jahren 1744/45 wurde an den alten Chor ein neues Langhaus in gotisierenden Formen angebaut. 1870/71 erfolgte eine Renovierung und Verlängerung des Schiffes nach Westen sowie der Anbau einer Sakristei. 1953 wurde die Kapelle der Pfarrei Kall zugewiesen. 2001 erhielt die Kapelle eine neue Brüstungsorgel der Firma Fasen.

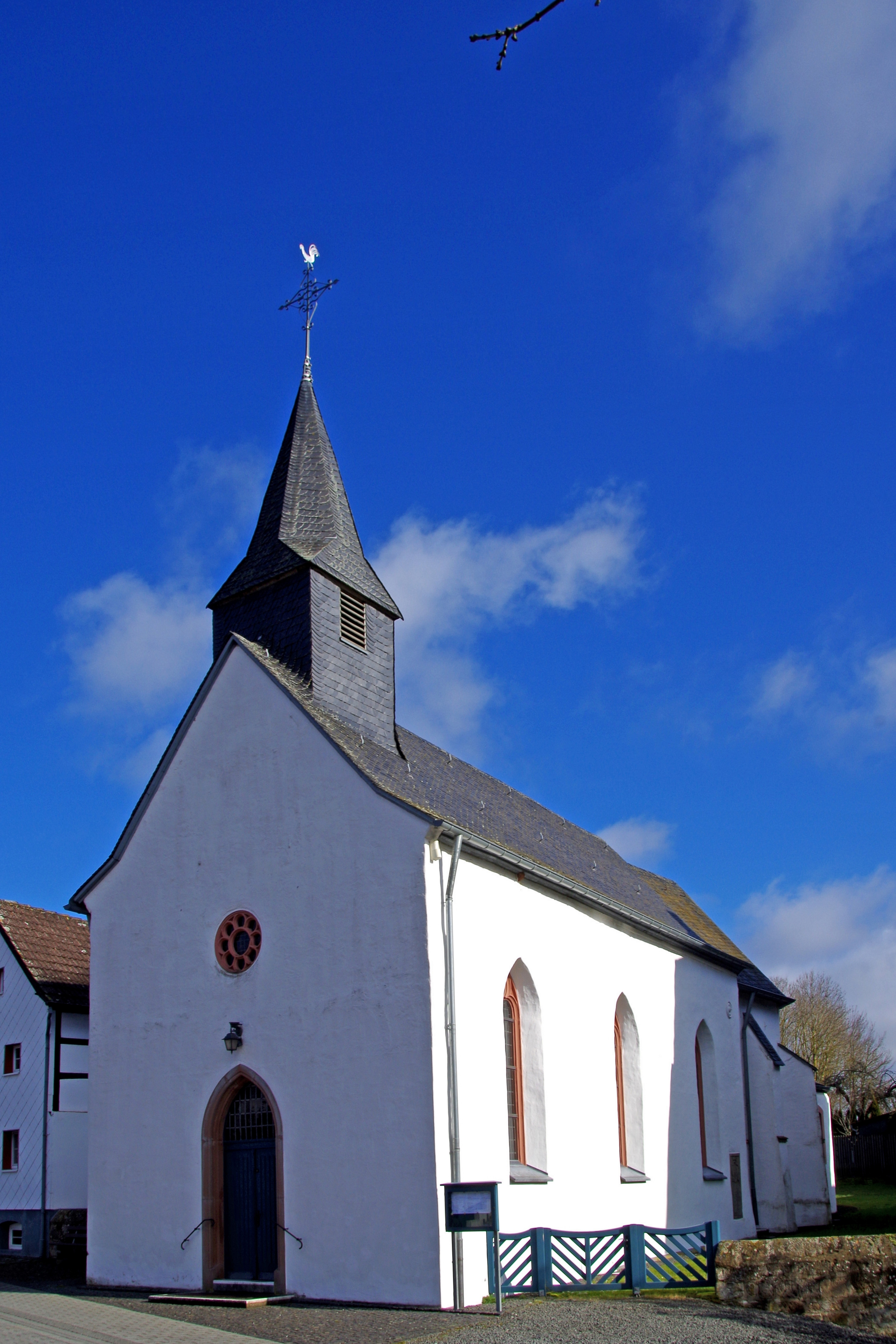
Kapelle Heistert
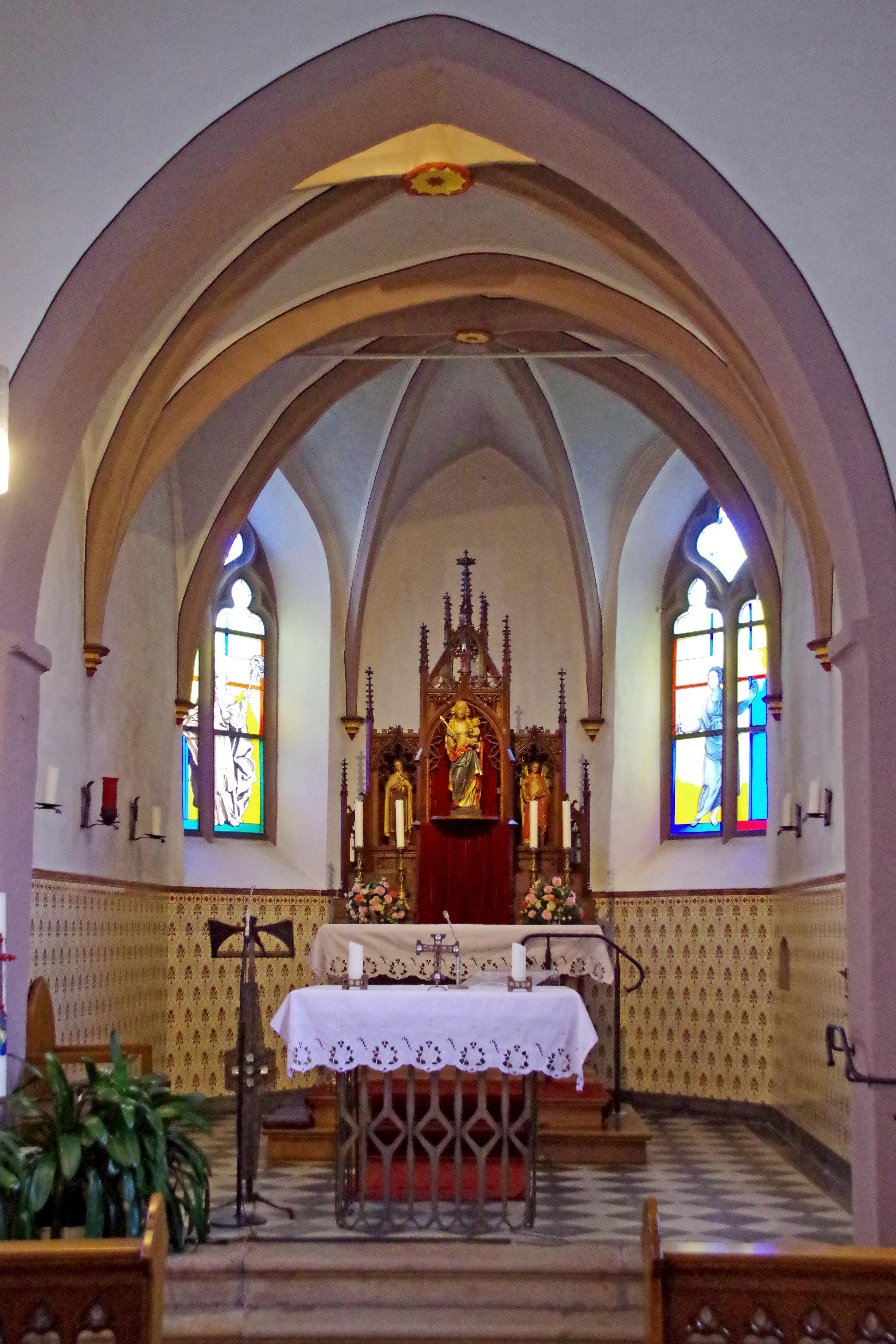
Chor, spätgotisch
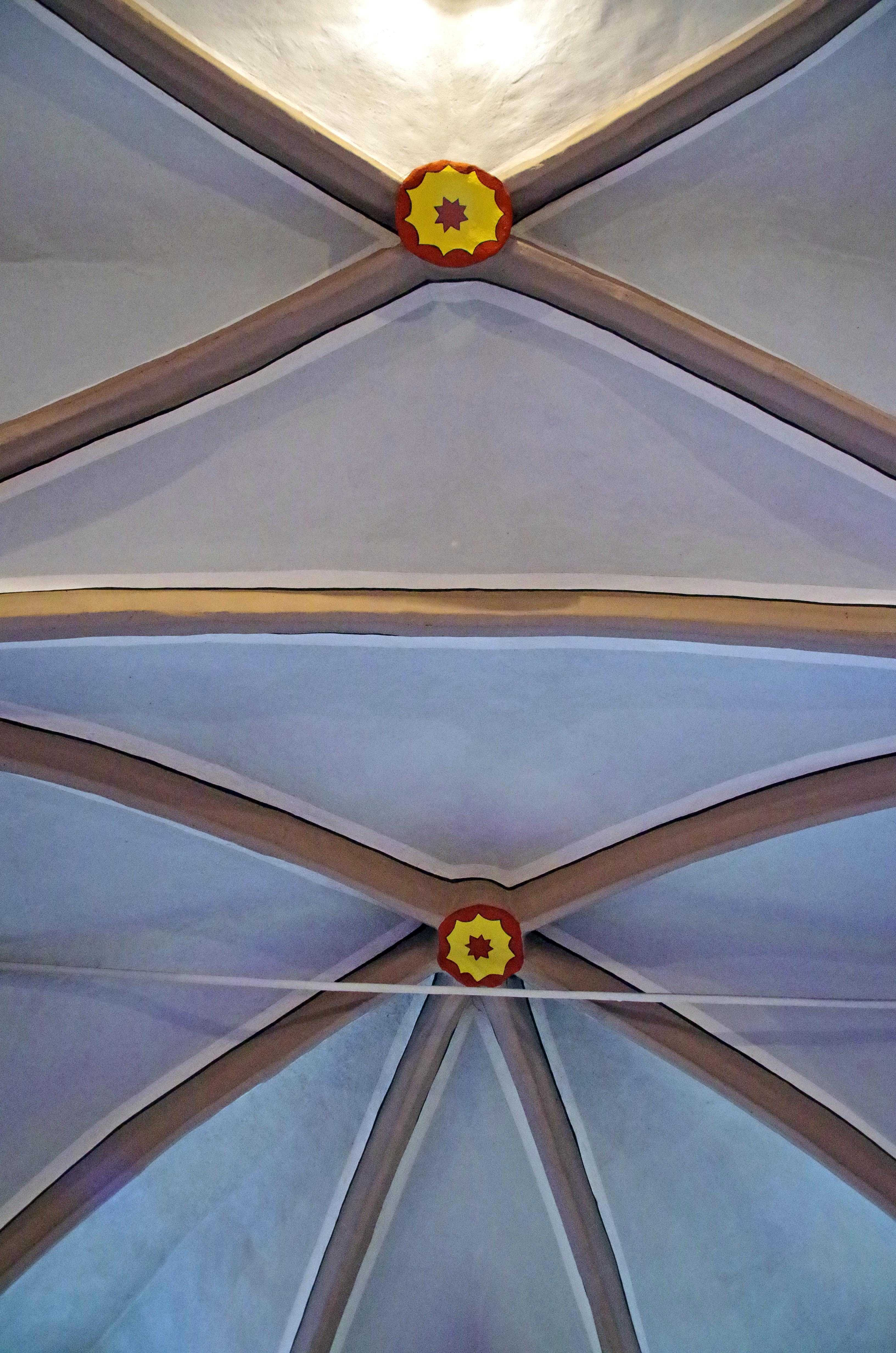
Rippengewölbe
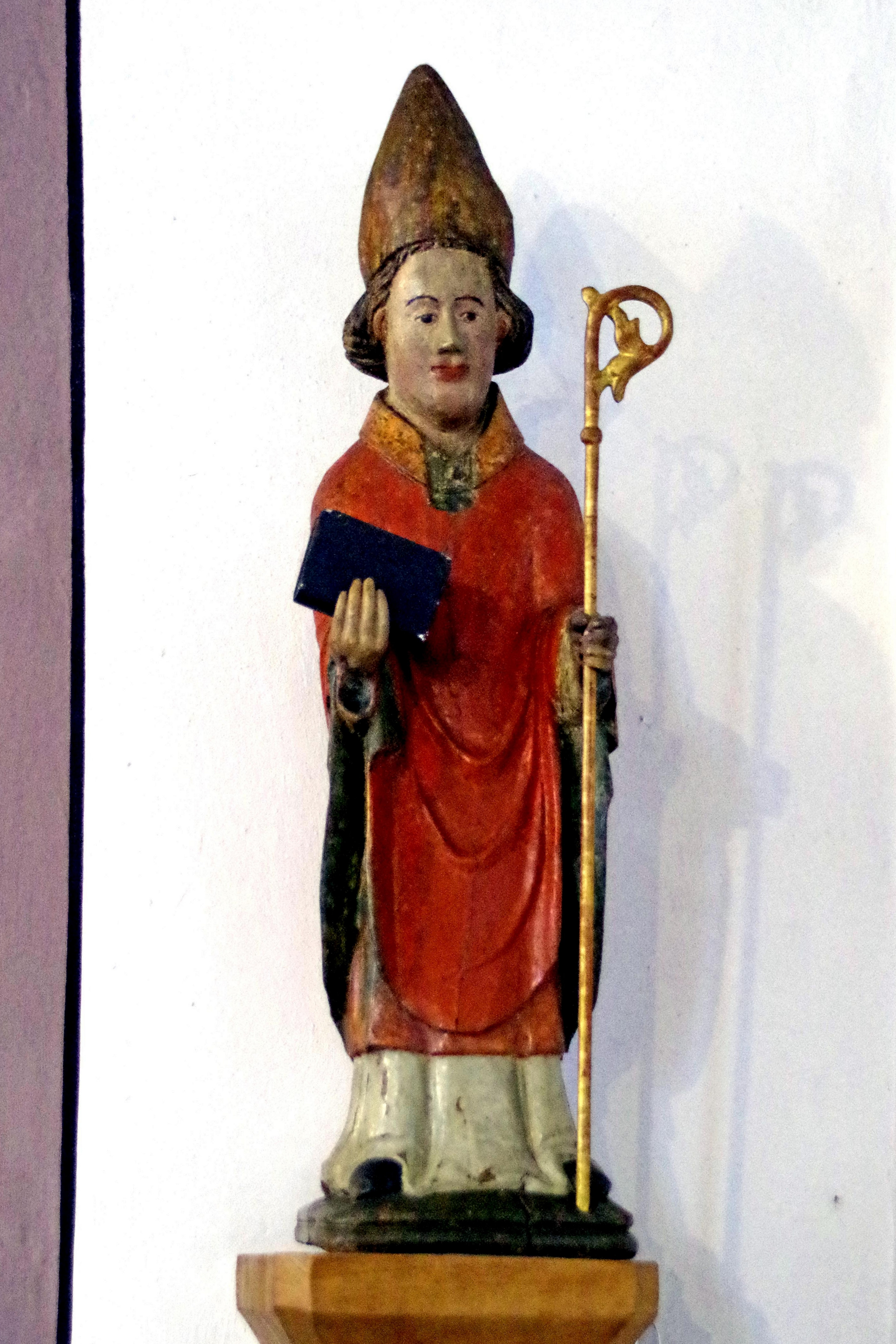
St. Hubertus (17. Jh.)
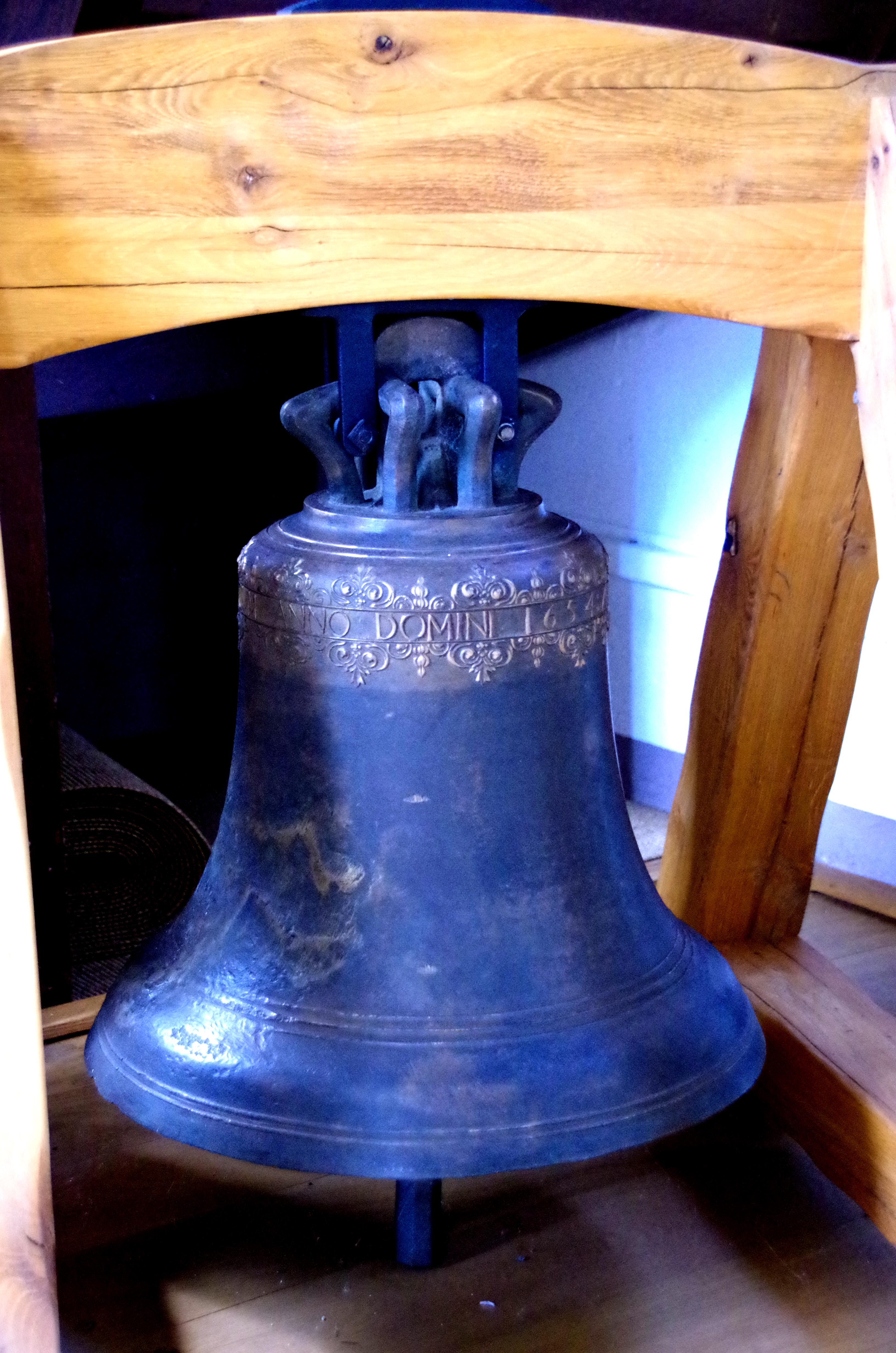
Marienglocke (1654)